# Sugallat
A sugallat egy olyan érvelési hiba, amely logikailag ugyan nem állítás, azonban az emberekben mégis ezt az érzetet kelti, mintha az lenne. Retorikában igen gyakran használt eszköz, mivel ha a vitapartnernek sikerül megcáfolni a sugallt állítást, a megcáfolt könnyen visszakozhat úgy, hogy ő nem állított ilyet - mindössze nem zárta ki a lehetőséget.
A sugallat egy érvényes, igaz állításból is eredhet. Ilyenkor a vitapartner gyakran magát az állítást kezdi el támadni ahelyett, hogy ez ebből eredő sugallattal tenné ezt, teljesen félresiklatva a vitát.
A sugallat gyakran olyan felvezetéssel kezdődik, ami mentesíti a sugalmazót a bizonyítástól, hiszen nem állít semmit, vagy csak valami nagyon könnyen megvédhetőt. Ilyen szófordulat például az „Én nem mondom, hogy...”, vagy „Nem zárható ki, hogy...”

## Példák
„Az állítólagos holdkőzetek összetétele pontosan megegyezik a földi kőzetek összetételével.”
Figyeljük meg, hogy az állítás (a holdkőzetek összetétele) jelenlegi tudásunk szerint igaz. A sugallat viszont az, hogy a holdkőzetek valójában nem a Holdról származnak, ez a jelenlegi tudásunk alapján egy hamis sugallat.
„ Én nem mondom, hogy az összes ilyen, de ma is találkoztam egy igen arrogáns Pepita-párt szimpatizánssal.”
Megintcsak egy vélhetően igaz állításból (találkoztam egy arrogáns szimpatizánssal) következik egy sugallat (a Pepita-párt szimpatizánsai általában arrogánsak). Ha valaki pl. statisztikákkal bizonyítaná, hogy a Pepita-párt szimpatizánsai nem arrogánsabbak, mint más pártok támogatói, akkor a sugalló könnyen eltáncolhat azzal, hogy ő előre deklarálta: nem állítja, hogy mind ilyenek.
„Nem zárható ki, hogy a főméltóság sikkaszt.”
Ez lehet egy logikailag igaz állítás, hiszen tényleg nem zárható ki, viszont egy ilyen állítás gyakorlatilag annak a sugallása, hogy a főméltóság sikkaszt.

## Lásd még
- Logika